# スティーヴ・モラビート
スティーヴ・モラビート（Steve Morabito、1983年1月30日 - ）は、スイス、モンテー出身の元自転車競技（ロードレース）選手。

## 来歴

### 2006年
- フォナック・ヒアリング・システムと契約を結ぶ。
- ツール・ド・スイス 区間1勝(第5ステージ)

### 2007年
- アスタナへ移籍。

### 2010年
- BMC・レーシングチームへ移籍。
- ツール・ド・スイス 総合4位

### 2012年
- オーストリア一周 総合2位

### 2015年
- FDJへ移籍。

### 2018年
- スイス選手権　優勝（ロードレース）

### 2019年
- イル・ロンバルディアを最後に現役を引退[1]。